# Кесон-Сіті
Ке́сон-Сі́ті (філ.: Lungsod Quezon, англ. Quezon City, також відоме як QC) — колишня столиця (у 1948—1976 роках) та найбільше за населенням місто Філіппін. Місто розташоване на острові Лусон та входить до складу Агломерації Маніли або (формально) Національного столичного регіону. Місто назване на честь Мануеля Кесона, колишнього президента Філіппін, який заснував та розвивав місто з метою замінити Манілу як столицю країни. Місто Кесон-Сіті не розташоване в провінції Кесон та не має стосунку до неї.
У місті і зараз розташовано багато урядових установ, включаючи Батасанг-Памбанса — будівлю нижньої палати Конгресу Філіппін. Також у місті знаходяться головні кампуси двох великих університетів: Університет Атенео-де-Маніла і Філіппінський університет у Ділімані.